# ラ・フォルタレサ
ラ・フォルタレサ（スペイン語: La Fortaleza、英語: The Fortress）は、プエルトリコにおける政府官邸である。新世界における最古の行政部の建築物であり、1983年、UNESCOの世界遺産に登録された。

## 構造
ラ・フォルタレサは、サンフアン市街地を防衛するための要塞の役割を持って1533年から1540年の間に建設された。したがって、サン・フェリペ・デル・モーロ、サン・クリストバル要塞を含む一連の軍事施設であった。カルロス1世の命令により、他のヨーロッパ諸国あるいはカリブ族からの攻撃を防ぐために建設された。
建築当初、ラ・フォルタレサは、内部にHomage Towerと呼ばれる塔を備えた中庭が付随した4層の壁を持っていた。塔の頂上から、当時のプエルトリコ総督がスペイン国王への忠誠の誓いを行っていた。後に、第2の塔として、Austral Towerが建築された。
ラ・フォルタレサは、別名サンタ・カタリーナ宮殿としても知られている。建築当時は、ラ・フォルタレサの城壁の外部に設けられていた礼拝堂が破壊され、1640年代にラ・フォルタレサの城壁の部分と一体化される形での再建されたため、ラ・フォルタレサは別名サンタ・カタリーナ宮殿を持つこととなった。

## 歴史
16世紀以来、ラ・フォルタレサは、プエルトリコ総督の住居の役割を果たしてきた。1822年11月27日、正式に、プエルトリコ総督官邸となった。1846年には、大幅な改築を実施した。軍事的性格を帯びていた部分は、王宮の入口と変わった。ラ・フォルタレサでは、代々のプエルトリコ総督が生活を営み、その数は170人以上を数えた。
ラ・フォルタレサは、2回攻撃を受けたことがある。1回目は、1598年のジョージ・クリフォード (en) による攻撃であり、2回目は、1625年のオランダによる攻撃である。
ラ・フォルタレサの伝統は、米西戦争の後に、アメリカ合衆国がプエルトリコを侵略し、最後のスペイン総督がプエルトリコから立ち去るまで継続された。最後の総督リカルド・デ・オルテガは、自らの剣で持って、ラ・フォルタレサの時計を破壊した。彼が時計を破壊したとき、スペインによるプエルトリコ統治の終焉の時刻であった。
プエルトリコがアメリカの統治下に入ってからは州知事官邸として使用され、ジョン・F・ケネディとその妻ジャクリーンが1961年に滞在したこともある。また、ケネディ夫妻だけではなく、オランダの女王ユリアナやスペインのフアン・カルロス1世夫妻も賓客として滞在したことがある。

## 世界遺産登録基準
この世界遺産は世界遺産登録基準のうち、以下の条件を満たし、登録された（以下の基準は世界遺産センター公表の登録基準からの翻訳、引用である）。
- (6) 顕著で普遍的な意義を有する出来事、現存する伝統、思想、信仰または芸術的、文学的作品と直接にまたは明白に関連するもの（この基準は他の基準と組み合わせて用いるのが望ましいと世界遺産委員会は考えている）。